# Prepona megabates
Prepona megabates är en fjärilsart som beskrevs av Hans Fruhstorfer 1916. Prepona megabates ingår i släktet Prepona och familjen praktfjärilar. Inga underarter finns listade i Catalogue of Life.